# شوایگن
شوایگن (به آلمانی: Schwaigen) یک شهر در آلمان است که در بایرن واقع شده‌است.

## خصوصیات
شوایگن ۲۳٫۵۸ کیلومترمربع مساحت دارد ۶۵۶ متر بالاتر از سطح دریا واقع شده‌است.